# ميغيل ماكورميك
ميغيل ماكورميك (بالإسبانية: Miguel McCormick)‏ هو لاعب اتحاد الرغبي أرجنتيني، (ولد في بوينس آيرس الكبرى ‏ في الأرجنتين العقد 1900  م).